# Andrew Thomas Blayney
Pour les articles homonymes, voir Blayney (homonymie).
Andrew Thomas Blayney (30 novembre 1770, Castleblayney – 8 avril 1834, Dublin), 11e baron Blayney de Monaghan, est un Lieutenant-Général et pair irlandais.

## Biographie
Il est le fils de Cadwallader Blayney (1720-1775), 9e baron Blayney, Lieutenant-général et grand master (en) of the Freemasons, et de Elizabeth Tipping († 1775).
En tant que commandant du 89e Régiment de fantassins, surnommé «Blayney's Bloodhounds», il combat dans les guerres napoléoniennes. Cependant, il est fait prisonnier à la Bataille de Fuengirola, en faisant un raid de Gibraltar en Espagne contre un petit groupe de soldats polonais, et est gardé prisonnier pendant quelques années par le gouvernement français. Son sabre est actuellement en exposition au Musée Czartoryski, à Cracovie.
Il écrit un compte-rendu en deux volumes de ses expériences dans les guerres napoléoniennes - Récit d'un voyage forcé à travers l'Espagne et la France en tant que prisonnier de guerre dans les années 1810 à 1814, par le major-général Lord Blayney (Londres, 1814). Il est capturé par l'un des O'Callaghans des Culaville, un colonel de l'armée française et un éminent United Irishman qui se sont échappés après 1798.
Pendant la longue incarcération de Blayney, son beau-frère, le Du Pre Alexander (2e comte de Caledon) (en), s'occupe de ses affaires financières, domestiques et politiques, et à son retour, Blayney lui donne un siège au parlement (Old Sarum, Wiltshire).
Il a chargé le paysagiste William Sawrey Gilpin d'améliorer le parc entourant le château de Castleblayney dans le début des années 1830.
Il est le père de Cadwallader Blayney.

### Sources
- Henry Morse Stephens, Blayney, Andrew Thomas, dans "Dictionary of National Biography, 1885-1900, Volume 05" (wikisource)